# Naturgödsel

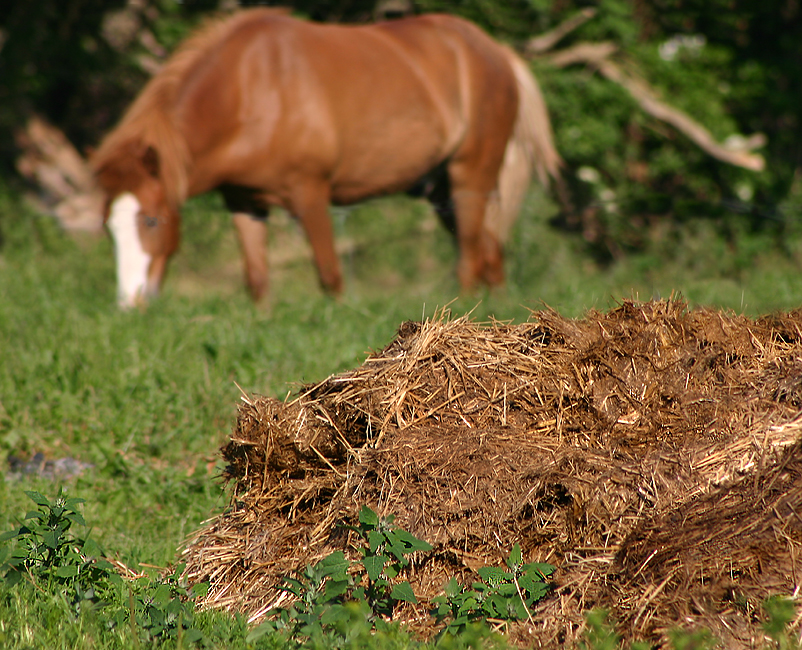
Naturgödsel är ofta en blandning av djurspillning och halm

Naturgödsel är gödsel som har sitt ursprung från husdjur. Man skiljer på naturgödsel med hög torrsubstanshalt, så kallad fastgödsel, och den lösare flytgödseln.

## Fastgödsel
Fastgödsel är en typ av naturgödsel som genom avskiljning av urin eller tillsats av strö fått en relativt hög torrsubstanshalt. Fastgödsel erhålls till exempel vid hållning av nötkreatur på djupströbädd och vid uppstallning av hästar i boxar. Fastgödsel kan i motsats till flytgödsel inte pumpas utan måste hanteras manuellt, med utgödslingar av "tryckartyp" eller lastmaskin. Gödseln mellanlagras oftast på en så kallad gödselplatta och sprids med fastgödselspridare. I de fall urinen avskiljs sprids denna separat med tankvagn.
Avföringen från nötkreatur i en ladugård kallas även dynga, och gödselspridare kan kallas dyngspridare.

## Flytgödsel
Flytgödsel är naturgödsel med så låg torrsubstanshalt att den kan pumpas. Består av fekalier, urin och, i förekommande fall, tillsatt vatten. Flytgödsel lagras normalt i en bassäng i anslutning till gården och sprids med flytgödselspridare. Tekniken kommer från USA och introducerades i Sverige efter andra världskriget. Flytgödsel har bland annat den fördelen att den kan tillföras vallen mellan skördarna utan att ensilagets hygieniska kvalitet äventyras på samma sätt som vid användning av fastgödsel. 
En annan, kanske mer avgörande, fördel kontra fastgödsel är möjligheterna att hantera flytgödseln mer rationellt. En modern gödseltunna har en pumpningskapacitet på cirka 3-10 kubikmeter i minuten utan att föraren behöver lämna traktorhytten, medan fastgödseln inte sällan måste hanteras manuellt i första steget och i det andra hanteras med en lastmaskin eller frontlastare. Om flytgödseln är väl omrörd blir också spridningen mycket jämnare med flytgödsel än med fastgödsel. 
En nackdel är möjligen den odör som uppstår vid spridning av flytgödsel. Detta kan vålla problem för bönder med åkrar som ligger nära stadsbebyggelse. Många människor anser att odören kan rangordnas efter stigande elakhet enligt: gödsel efter nötboskap, gris, höns [källa behövs]. 
Ett sätt att komma till rätta odören med och den kväveförlust som är förenad med den samma är att bruka ner gödseln med till exempel harv eller tallriksredskap i anslutning till spridningen.